# Лараче
Лара́че або Лара́ш (араб. العرائش) — портове місто у Марокко, у регіоні Танжер — Тетуан — Ель-Хосейма, є адміністративним центром однойменної провінції.

## Географія
Місто розташовано на узбережжі Атлантичного океану, на лівому березі річки Лукос. Лараче є важливим портом, через який проводиться торгівля з Іспанією.